# Europapokal der Landesmeister 1990/91
Der Europapokal der Landesmeister 1990/91 war die 36. Auflage des Wettbewerbs. 31 Klubmannschaften nahmen teil, darunter 30 Landesmeister der vorangegangenen Saison und mit dem AC Mailand der Titelverteidiger.
Mit Roter Stern Belgrad gewann erst das zweite Mal nach Steaua Bukarest 1986 eine osteuropäische Mannschaft den Wettbewerb. Schauplatz des Finales war am 29. Mai 1991 das Stadio San Nicola im italienischen Bari.
Zum ersten Mal nach einer fünfjährigen Sperre wegen der Katastrophe von Heysel 1985 hätten englische Teams an den Start gehen dürfen, doch war der qualifizierte Meister FC Liverpool für sieben Jahre gesperrt worden. Zudem konnte Ajax Amsterdam als Meister der Niederlande aufgrund einer einjährigen Sperre ebenfalls nicht antreten.

## Modus
Der Wettbewerb wurde letztmals im reinen Pokalmodus mit Hin- und Rückspielen (mit Ausnahme des Endspiels) ausgetragen. Bei Torgleichstand zählte zunächst die größere Zahl der auswärts erzielten Tore; gab es auch hierbei einen Gleichstand, wurde das Rückspiel verlängert und gegebenenfalls sofort anschließend ein Elfmeterschießen zur Entscheidung ausgetragen.

## 1. Runde
Freilos:  AC Mailand
Die Hinspiele fanden am 18. und 19. September, die Rückspiele am 2. und 3. Oktober 1990 statt.
|                     | Gesamt |                           | Hinspiel | Rückspiel |
| ------------------- | ------ | ------------------------- | -------- | --------- |
| Odense BK           | 01:10  | Real Madrid               | 1:4      | 0:6       |
| FC Valletta         | 00:10  | Glasgow Rangers           | 0:4      | 0:6       |
| APOEL Nikosia       | 2:7    | FC Bayern München         | 2:3      | 0:4       |
| KA Akureyri         | 1:3    | ZSKA Sofia                | 1:0      | 0:3       |
| Lech Posen          | 5:1    | Panathinaikos Athen       | 3:0      | 2:1       |
| Roter Stern Belgrad | 5:2    | Grasshopper Club Zürich   | 1:1      | 4:1       |
| Olympique Marseille | 5:1    | KS Dinamo Tirana          | 5:1      | 0:0       |
| FC Swarovski Tirol  | 7:1    | Kuusysi Lahti             | 5:0      | 2:1       |
| Lillestrøm SK       | 1:3    | FC Brügge                 | 1:1      | 0:2       |
| Sparta Prag         | 0:4    | Spartak Moskau            | 0:2      | 0:2       |
| SSC Neapel          | 5:0    | Újpesti Dózsa SC Budapest | 3:0      | 2:0       |
| Malmö FF            | 5:4    | Beşiktaş Istanbul         | 3:2      | 2:2       |
| Dinamo Bukarest     | 5:1    | St Patrick’s Athletic     | 4:0      | 1:1       |
| US Luxemburg        | 1:6    | Dynamo Dresden            | 1:3      | 0:3       |
| FC Porto            | 13:10  | FC Portadown              | 5:0      | 8:1       |

## 2. Runde
Die Hinspiele fanden vom 23. bis 25. Oktober, die Rückspiele am 6. und 7. November 1990 statt.
|                     | Gesamt          |                     | Hinspiel | Rückspiel |
| ------------------- | --------------- | ------------------- | -------- | --------- |
| FC Bayern München   | 7:0             | ZSKA Sofia          | 4:0      | 3:0       |
| SSC Neapel          | 0:0 (3:5 i. E.) | Spartak Moskau      | 0:0      | 0:0 n. V. |
| AC Mailand          | 1:0             | FC Brügge           | 0:0      | 1:0       |
| Dynamo Dresden      | 2:2 (5:4 i. E.) | Malmö FF            | 1:1      | 1:1 n. V. |
| Roter Stern Belgrad | 4:1             | Glasgow Rangers     | 3:0      | 1:1       |
| Dinamo Bukarest     | 0:4             | FC Porto            | 0:0      | 0:4       |
| Real Madrid         | 11:30           | FC Swarovski Tirol  | 9:1      | 2:2       |
| Lech Posen          | 4:8             | Olympique Marseille | 3:2      | 1:6       |

## Viertelfinale
Die Hinspiele fanden am 6., die Rückspiele am 20. März 1991 statt.
|                     | Gesamt |                     | Hinspiel | Rückspiel |
| ------------------- | ------ | ------------------- | -------- | --------- |
| Spartak Moskau      | 3:1    | Real Madrid         | 0:0      | 3:1       |
| AC Mailand          | 1:4    | Olympique Marseille | 1:1      | 10:3 1    |
| Roter Stern Belgrad | 6:0    | Dynamo Dresden      | 3:0      | 23:0 2    |
| FC Bayern München   | 3:1    | FC Porto            | 1:1      | 2:0       |

## Halbfinale
Die Hinspiele fanden am 10., die Rückspiele am 24. April 1991 statt.
|                   | Gesamt |                     | Hinspiel | Rückspiel |
| ----------------- | ------ | ------------------- | -------- | --------- |
| FC Bayern München | 3:4    | Roter Stern Belgrad | 1:2      | 2:2       |
| Spartak Moskau    | 2:5    | Olympique Marseille | 1:3      | 1:2       |

## Finale
| FK Roter Stern Belgrad                   | FK Roter Stern Belgrad | Olympique Marseille | Olympique Marseille |
| ---------------------------------------- | --- | --- | ------------------- |
| FK Roter Stern Belgrad                   | \| 29. Mai 1991 in Bari (Stadio San Nicola) \| \| Ergebnis: 0:0 n. V., 5:3 i. E. \| \| Zuschauer: 57.500 \| \| Schiedsrichter: Tullio Lanese ( Italien) \|                                                                                           | \| 29. Mai 1991 in Bari (Stadio San Nicola) \| \| Ergebnis: 0:0 n. V., 5:3 i. E. \| \| Zuschauer: 57.500 \| \| Schiedsrichter: Tullio Lanese ( Italien) \| | Olympique Marseille |
| FK Roter Stern Belgrad                   | Stevan Stojanović – Miodrag Belodedici, Ilija Najdoski, Refik Šabanadžović, Vladimir Jugović, Slobodan Marović – Siniša Mihajlović, Dragiša Binić, Dejan Savićević (84. Vlada Stošić), Robert Prosinečki – Darko Pančev Cheftrainer: Ljupko Petrović | Pascal Olmeta – Manuel Amoros, Basile Boli, Carlos Mozer, Éric Di Meco (112. Dragan Stojković) – Laurent Fournier (75. Philippe Vercruysse), Bruno Germain, Bernard Casoni, Abédi Pelé – Jean-Pierre Papin , Chris Waddle Cheftrainer: Raymond Goethals ( Belgien) | Olympique Marseille |
| FK Roter Stern Belgrad                   | Elfmeterschießen | | Olympique Marseille |
| FK Roter Stern Belgrad                   | 1:0 Robert Prosinečki 2:0 Dragiša Binić 3:1 Miodrag Belodedici 4:2 Siniša Mihajlović 5:3 Darko Pančev | Stojanović hält gegen Amoros 2:1 Bernard Casoni 3:2 Jean-Pierre Papin 4:3 Carlos Mozer | Olympique Marseille |
| FK Roter Stern Belgrad                   | Dragiša Binić, Siniša Mihajlović, Slobodan Marović | Basile Boli | Olympique Marseille |
| 29. Mai 1991 in Bari (Stadio San Nicola) | | |                     |
| Ergebnis: 0:0 n. V., 5:3 i. E.           | | |                     |
| Zuschauer: 57.500                        | | |                     |
| Schiedsrichter: Tullio Lanese ( Italien) | | |                     |

## Beste Torschützen
| Rang | Spieler             | Klub                | Tore |
| ---- | ------------------- | ------------------- | ---- |
| 1    | Peter Pacult        | FC Swarovski Tirol  | 6    |
|      | Jean-Pierre Papin   | Olympique Marseille | 6    |
| 3    | Mo Johnston         | Glasgow Rangers     | 5    |
|      | Sebastián Losada    | Real Madrid         | 5    |
|      | Darko Pančev        | Roter Stern Belgrad | 5    |
|      | Hugo Sánchez        | Real Madrid         | 5    |
|      | Philippe Vercruysse | Olympique Marseille | 5    |
| 8    | Emilio Butragueño   | Real Madrid         | 4    |
|      | Torsten Gütschow    | Dynamo Dresden      | 4    |
|      | Rabah Madjer        | FC Porto            | 4    |
|      | Stéphane Paille     | FC Porto            | 4    |
|      | Robert Prosinečki   | Roter Stern Belgrad | 4    |

## Eingesetzte Spieler FK Roter Stern Belgrad
| FK Roter Stern Belgrad | FK Roter Stern Belgrad |
| ---------------------- | --- |
| FK Roter Stern Belgrad | - Tor: Zeljko Kaluđerović (1/-); Stevan Stojanović (9/-) - Abwehr: Miodrag Belodedici (9/-); Goran Jurić (1/-); Siniša Mihajlović (5/1); Ilija Najdoski (6/-); Duško Radinović (8/1); Refik Šabanadžović (8/-); Goran Vasilijević (2/-) - Mittelfeld: Vladimir Jugović (9/-); Slobodan Marović (9/-); Ivica Momcilović (1/-); Robert Prosinečki (9/4); Dejan Savićević (7/3); Vlada Stošić (9/-) - Sturm: Dragiša Binić (9/2); Darko Pančev (9/5) - Trainer: Ljupko Petrović |

* Milorad Ratković (1/-) hat den Verein während der Saison verlassen.